# Oxyscelio acutiventris
Oxyscelio acutiventris (лат.) — вид платигастроидных наездников из семейства Platygastridae. Ориентальная область: Филиппины.

## Описание
Мелкие перепончатокрылые насекомые: длина тела 4,5 мм. Тело в основном чёрное. Скапус и ноги жёлтые. Метаскутеллюм субпрямоугольный.
Усики 12-члениковые (булава есть). Нижнечелюстные щупики состоят из 4 сегментов, а нижнегубные — 2-члениковые. Отличаются отдалённой от края переднего крыла субмаргинальной жилкой и очень короткой маргинальной жилкой (есть характерное фронтальное вдавление на голове). Вид был впервые описан в 1916 году французским энтомологом Жан-Жаком Киффером (1857—1926) под названием Trichanteris acutiventris Kiefer, 1916
.